# Бергольц, Вильям Моисеевич
Вильям Моисеевич Бергольц (8 июля 1921, Петроград — 6 мая 1981, Москва) — советский иммунолог и вирусолог. Доктор медицинских наук, профессор. Специалист в области этиологии, патогенеза и терапии лейкозов.

## Биография
Родился 8 июля 1921 года в Петрограде. Отец — Моисей Хаимович Бергольц — советский учёный-фармаколог, организатор высшей фармацевтической школы в СССР. Мать — Лея (Елизавета) Беньяминовна Миндлина, филолог-англиканист, преподаватель английского языка.
С 1 по 9 класс учился в 1-й образцовой школе Октябрьского района Ленинграда вместе с И. Б. Грековым и А. В. Жирмунским, ставшими впоследствии известными учёными. Закончил школу в 1939 году в Москве, куда был переведён его отец. С первых классов занимался шахматами, которые стали его хобби. Также в школе увлёкся литературой, пытался поступить в Московский институт философии, литературы и истории.
В 1939—1940 годах служил в Красной армии. В 1940 году после демобилизации поступил во 2-й Московский медицинский институт. В 1941—1943 находился в эвакуации в Молотове, где продолжил учёбу в Молотовском медицинском институте. С 1942 года совмещал учёбу с научной работой на кафедре внутренних болезней.
По возвращении в Москву в 1943 году работал фельдшером на станции скорой помощи и продолжал научную работу в институте Морфологии Человека АМН СССР в лаборатории Л. М. Шабада.

## Научная деятельность
В 1945 году с отличием окончил 2-й Московский мединститут и поступил в аспирантуру Института нормальной и патологической морфологии Академии медицинских наук СССР, лабораторию онкологии профессора Л. М. Шабада по теме изучения эндогенных канцерогенных веществ. 7 декабря 1948 года защитил диссертацию кандидата медицинских наук по теме «Распределение и судьба канцерогенных углеводородов в животном организме» и продолжил работу в лаборатории Л. М. Шабада.
В 1951 году после продолжительного заболевания лейкемией скончался его отец, что вызвало острый интерес В. М. Бергольца к проблеме вирусной этиологии этого заболевания, которая в будущем стала ключевым направлением его исследований.
4 марта 1952 года в газете «Медицинский работник» вышла статья Н. Лазарева и П. Резниченко «Ошибочная концепция в онкологии» с критикой его учителя Члена-корреспондента АМН Л. М. Шабада, которого обвиняли в продвижении реакционных и буржуазных идей, отходе от павловского учения о взаимоотношениях организма и внешних раздражителей. После статьи последовало обсуждение на Президиуме Академии медицинских наук СССР, где Л. М. Шабад пытался отстаивать свою научную концепцию, но были сделаны оргвыводы, и его лабораторию в Москве ликвидировали. В конце 1952 года Л. М. Шабад переехал в Ленинград, где возглавил лабораторию в институте онкологии, в которую перешли некоторые из его сотрудников, в том числе и В. М. Бергольц.
В 1953 году выходит в свет первая монография В. М. Бергольца «Люминесцентная микроскопия».
В августе 1954 года вернулся к научной работе в лаборатории вирусологии Московского онкологического института им. П. А. Герцена, в котором он проработал до последних дней.
В 1955 году он становится старшим научным сотрудником лаборатории вирусологии и начинает формировать собственную научную концепцию вирусной этиологии лейкозов, которая была близка работам Л. А. Зильбера, который консультировал молодого учёного. В 1958 году В. М. Бергольц защитил диссертацию на соискание учёной степени доктора медицинских наук по теме «Экспериментальное исследование этиологии лейкозов человека», научным консультантом которой был Л. А. Зильбер.
В 1959 году он становится руководителем лаборатории экспериментальной терапии рака, у него появляются первые ученики. Впоследствии он подготовил 11 диссертантов. В 1960 году В. М. Бергольцу было присвоено звание доктора медицинских наук, а в 1966 году он был утверждён в звании профессора по специальности «Онкология».
C 1959 года до последних дней возглавлял лабораторию Экспериментальной терапии опухолей онкологического института им. П. А. Герцена.
Молодого учёного стали приглашать печататься в прессе и появились его статьи для широкой публики в центральных газетах Известия, Правда, журнале Наука и жизнь с популярным освещением проблемы лейкоза. Выходили статьи для практикующих специалистов в «Медицинской газете». Также В. М. Бергольц выезжал за рубеж для чтения лекций и участия в конференциях. Он становится членом проблемных комисcий, связанных с изучением природы и лечением лейкозов при Минздраве СССР и АМН СССР, а также членом правления Научного общества онкологов Москвы.
В 1962 году был членом оргкомитета и докладчиком на 8-м Международном противораковом конгрессе в Москве.
Докладывал результаты своих исследований на международных конгрессах гематологов: Рим (1958); Токио (1960); Мехико (1962); Стокгольм (1964); Сидней (1966). Представлял результаты на международных симпозиумах в Турине (1965), Париже (1967), Филадельфии (1969). Его соавторы докладывали совместные результаты на конгрессах по трансплантологии в Токио (1966) и Париже (1967).
В эти же годы вышли в свет его монографии: «О вирусной этиологии лейкозов человека» (1960); «Сравнительная патология и этиология лейкоза человека и животных», в соавторстве с Н. В. Румянцевым (1966); «Проблема лейкоза» (1973).
В феврале 1977 года В. М. Бергольцу с соавторами было выдано Авторское свидетельство № 102513 на метод лечения лейкоза.
В 1970 году Государственный комитет по изобретениям и открытиям при Совмине СССР принял заявку на открытие открытие от В. М. Бергольца, В. С. Тер-Григорова, О. Я. Московкиной, Б. И. Шевелёва «О функциональном антагонизме антител при лейкозах человека». В 1984 году, уже после смерти В. М. Бергольца, открытие было официально зарегистрировано за № 195 «Явление функционального антагонизма антител при лейкозах человека».
В 1976 в журнале Neoplasma за 1976 год вышла статья В. М. Бергольца «Studies on Specific Humoral Immunity in Leukemia», в которой давалась оценка результатов работы лаборатории автора и их применение в условиях клиники. За ней последовала статья «Chemoimmunotherapy of Acute Leukemia in Children», где В. М. Бергольц с соавторами представлял результаты клинических испытаний своего метода.
В 1978 году вышла последняя монография В. М. Бергольца в соавторстве с Н. С. Кисляк и В. С. Еремеевым «Иммунология и иммунотерапия лейкоза».
1 апреля 1981 года вышла статья в Медицинской газете «Иммунологическая ремиссия и иммунопрогнозирование», где в общих чертах суммировались результаты работ В. М. Бергольца, а также излагались практические перспективы иммунопрогнозирования при лечении широкого круга заболеваний, в основе которых лежит иммунный дисбаланс.
В. М. Бергольц является автором около 200 публикаций, 5 монографий, а также большого количества статей в центральных газетах и научно-популярных журналах. Исследования свойств бесклеточных экстрактов лейкозной ткани человека были признаны в стране и за рубежом. Результаты работ В.М Бергольца послужили основой для доказательства вирусной природы лейкозов, а также способствовали развитию дальнейшего изучения их этиологии и терапии. Ссылки на публикации упоминаются в международных системах поиска медицинской информации OVID, MedLine и др. Выступал на 9 международных и многих национальных конференциях. На протяжении всей научной карьеры он был свидетелем и непосредственным участником дискуссий о природе онкологических заболеваний и методах их лечения.
Напряжённая работа пагубно сказывалась на его физическом состоянии, и на фоне ишемической болезни сердца привела к обширному инфаркту. Скончался 6 мая 1981 года.
Похоронен на Востряковском кладбище в Москве.

## Семья
Жена — Сюзанна Эммануиловна Ромм (7 августа 1927 года, Киев — 8 июля 2022 года, Рочестер), юрист.
Сын — Владимир (Вольф) Бергольц (род. 18 декабря 1950 года)